# 野田清 (海軍軍人)
野田 清（のだ きよし、1887年（明治20年）7月6日 - 1974年（昭和49年）3月29日）は、日本の海軍軍人。大本営海軍報道部長。階級は海軍中将。北海道出身。

## 人物・来歴

### 略歴
北海道出身。旧制函館中学校卒業。海軍兵学校35期。席次は172人中40番。同期生に近藤信竹、高須四郎、野村直邦がいる。「浅間」分隊長として第一次世界大戦に出征した。野田は海軍大学校乙種、砲術学校高等科を修了した砲術専攻士官で、のちに戦艦「鹿島」砲術長を務めている。皇太子裕仁親王の欧州訪問の供奉艦「鹿島」の分隊長として渡欧した際は、海軍士官に芸術の素養が必要であるとの報告書を提出した。帰国後海大甲種17期を卒業。
佐官時代は艦隊では第三艦隊、第二艦隊の各参謀や軽巡洋艦「鬼怒」副長、軍政では軍務局局員兼教育本部員、海軍省副官兼大臣秘書官、臨時調査課長、軍令では海大戦略教官、軍令部第二課長(後任は南雲忠一)などを歴任した。
中佐時代には半年間欧米出張を命じられている。1928年(昭和3年)12月大佐へ進級し、1931年(昭和6年)ジュネーブ会議全権委員随員となり、帰国後海軍軍事普及部委員長に就任した。就任時期は資料により異なるが、前任の委員長は艦隊派の忌諱に触れ解任された坂野常善であった。
支那事変により大本営が設置されたことに伴い、海軍軍事普及部は廃止されて海軍報道部へ移行し、野田は初代部長を務める。この間の1934年(昭和9年)11月に少将へ昇進している。野田は報道部長を1年務めて1938年(昭和13年)11月中将へ昇進し翌月予備役となった。その後は帝国アルミニウム統制会社の役員を勤めた。1947年（昭和22年）11月28日、公職追放仮指定を受けた。

### 海軍報道部
大本営海軍報道部は宣伝・報道担当の第一課、防諜担当の第二課、検閲担当の第三課から構成され、軍部の宣伝、言論統制の一翼を担った機関である。1899年(明治32年)成立の軍機保護法を基本法とし、昭和海軍は海軍省令、海軍省通達によって具体的な報道規制事項を定めていた。太平洋戦争時の大本営発表は、当初は正確な情報提供の意図もあったが、戦局の悪化と共に発表内容が真実と乖離していくこととなる。

### 稚松会
野田は旧会津藩士族出身で父は野田寅之進である。野田家は戊辰戦争後に北海道へ移住した。海軍将官となった野田は稚松会の評議員を務めている。

## 栄典
- 1909年（明治42年）3月1日 - 正八位[8]
- 1914年（大正3年）1月30日 - 正七位[9]